# (43193) Secinaro
(43193) Secinaro (2000 AW4) – planetoida z pasa głównego asteroid okrążająca Słońce w ciągu 5,37 lat w średniej odległości 3,07 j.a. Odkryta 1 stycznia 2000 roku.